# Bombus melanopygus
Bombus melanopygus — вид джмелів.

## Поширення
Вид поширений на заході Північної Америки від Аляски до Каліфорнії на схід до Онтаріо та Огайо.

## Опис
У північних популяціях другий та третій черевні сегменти червоні, а в південних — чорні. Популяцію з чорними сегментами раніше вважали окремим видом Bombus edwardsii. Генетичні дослідження показали, що дві форми є одним і тим же видом, а B. edwardsii є синонімом.

## Спосіб життя
Трапляється на луках, полях, сільськогосподарських угіддях, культурних ландшафтах. Будує гнізда під землею або в наземних спорудах.

## Вороги
Bombus melanopygus часто стає жертвою паразитоїда Apocephalus borealis.